# アルビン・トフラー
アルビン・トフラー（Alvin Toffler、1928年10月4日 - 2016年6月27日）は、アメリカの評論家、作家、未来学者、社会学者。
妻のハイジ・トフラーも作家であり未来学者である。晩年のトフラーは妻とともにカリフォルニア州ロサンゼルスのベル・エア地区（サンセット大通りの北）に在住。ともにアメリカ国防大学教授、国際連合女性開発基金米国委員会の共同議長を務めている。

## 経歴
「デジタル革命」、「コミュニケーション革命」、「組織革命」、「技術的特異点」といった「情報化社会」実現や予測に関した業績で特に知られ、フォーチュン誌のアソシエイトエディターを勤めた。初期の仕事はテクノロジーと（情報の過負荷状態などによる）その影響に関するものだった。その後は、社会の変化と相互作用に興味を移していく。特にポスト冷戦以降の関心事は、21世紀の軍事技術、兵器や技術の増殖、資本主義の増大する力への提言が多くなった。
1928年、ニューヨーク市で生まれる、1949年、ニューヨーク大学卒業。妻となるハイジとはニューヨーク大学で出会った。学生だった彼らは、大学院にそのまま在学し続けることに疑問を持ち、アメリカ合衆国中西部に移住。そこで結婚して工場の従業員として約5年間を過ごし、工業化された大量生産の現場について実地で勉強した。ハイジはアルミニウム鋳造工場で働いていたが、その工場の組合事務員として働くようになった。アルビンは機械修理工兼溶接工となった。
彼らの実地の労働経験により、トフラーはまず組合系の新聞の記者となり、ワシントン支局に異動となり、ペンシルベニアの日刊新聞の特派員として3年間、議会とホワイトハウスを担当した。その間、妻はビジネスと行動科学を中心とした専門的図書館で働いていた。
フォーチュン誌に招かれてニューヨークに戻り、アルビンは労働問題担当のコラムニストになった。後にビジネスや経営についても担当するようになる。
フォーチュン誌を離れると、IBMに雇われることになり、コンピュータが社会や組織に与える影響について調査する仕事を請け負った。このため、コンピュータ黎明期の開発者や人工知能研究者らと知り合うことになった。ゼロックスは彼を招いて同社の研究所について文章を書いてもらい、AT&Tは彼をコンサルタントとし、戦略的助言を求めた。このAT&Tでの仕事では、政府がAT&T解体を強制する10年以上前に分割を助言していた。
1960年代より、トフラーは、著書『未来の衝撃』に結実する文章を書き始めていた。
かつては Russell Sage Foundation の客員学者、コーネル大学の客員教授、New School for Social Research の教職員、ホワイトハウス特派員、フォーチュン誌編集者、ビジネスコンサルタントなどを務めた、世界各国のオピニオン雑誌に論文が訳されている（日本では中央公論が多かった）。
1996年、ビジネスコンサルタントのトム・ジョンソンと共同でトフラーの著作にあるアイデアを様々な形で実現するコンサルタント会社 Toffler Associates を設立した。Toffler Associates の顧客は企業やNGOだけでなく、アメリカ合衆国、韓国、メキシコ、ブラジル、シンガポール、オーストラリアといった国々の政府も含まれる。
2016年6月27日にカリフォルニア州ロサンゼルスの自宅で死去。

## 思想
「社会には、年配者を世話する人々が必要で、彼らはどのように同情し、どのように正直であるべきかを知っていなければならない。社会には、病院で作業する人々が必要である。社会には、単なる認識だけではないすべての種類のスキルが必要である。それらは感情的であり、それらは愛情である。データとコンピュータだけでは社会は実現しない。」
とトフラーは言う。トフラーはまた Rethinking the Future の中で「21世紀の文盲とは、読み書きできない人ではなく、学んだことを忘れ、再学習できない人々を指すようになるだろう」と記している。
トフラーは1980年に出版した著書『第三の波』の中で、人類の歴史における大きな技術革新の「波」の概念に基づいて三種類の社会を描いた。そして、それぞれの波は「古い社会と文化を脇へと押しやる」とした。
1. 第一の波は農業革命[注 1]の後の社会であり、約15000年ほど前から農耕を開始したことにより、それ以前の狩猟採集社会の文化を置換した（歴史学で本来使われる18世紀の「農業革命」とは概念が異なり、新石器革命、あるいは農耕技術の革命に相当する）。
2. 第二の波は産業革命であり、18世紀から19世紀にかけて起こった。工業化により、それまでの農耕社会から産業社会へと移り変わる。社会の主な構成要素は、核家族、工場型の教育システム、企業である。トフラーは次のように書いている。「第二の波の社会は産業社会であり、大量生産、大量流通、大量教育、マスメディア、大量のレクリエーション、大衆娯楽、大量破壊兵器などに基づくものである。それらを標準化と中央集権、集中化、同期化などで結合し、官僚制と呼ばれる組織のスタイルで仕上げをする。」
3. 第三の波は脱産業社会（脱工業化社会）である。トフラーは1950年代末にはこれを言いはじめ、多くの国が第二の波から第三の波に乗り換えつつあるとした。彼は、それを説明する造語をたくさん作り、他の人々が発明した情報化時代、情報化社会、情報革命のような造語にも言及した。

この脱産業社会の中では、ライフスタイル（「サブカルト」）は様々である。「アドホクラシー」（例えば流体のように変化するウィキペディアコミュニティのようなもの）は迅速に変化に適応する。情報は物理的資源の大部分を代替することができ、緩やかに関係している労働者（proletarian の代わりに cognitarian と呼ぶ）に供される主要な材料となる。「マスカスタマイゼーション」は安価で個性のある製品をある特定のニッチに対して提供する（ジャストインタイム生産システムを参照）。
生産者（プロデューサー）と消費者（コンシューマー）のギャップは技術によって埋められる。「生産消費者（生産に関わる消費者、トフラーの造語）」は自身のニーズを満たすことができる（オープンソース、フリーランス、組み立てキットを参照）。場合によっては労働を海外にアウトソーシングするのではなく、無給の消費者にアウトソーシングすることもある。例えば、銀行で銀行員に手続きをさせるのではなく、ATMを消費者自ら操作するとか、小包の配送状況をインターネット上で自分で確認するといった事例である。
1960年代以来ずっと、人々は新しい技術のインパクトと社会的変化を理解しようとしている。トフラーの著作は科学や経済や社会秩序の限界を超えて有意義であった。テクノ音楽の名付け親ホアン・アトキンスは、自身が創造を助けた音楽ジャンルに「テクノ」と名づけるに際して、トフラーの『第三の波』に出てくる「テクノレベル」 (Techno-rebels) という造語からインスパイアされたという。
トフラーの業績と思想は、他の未来学と同様の批判（未来を予測することはほとんど不可能だ）を受けてきたが、1990年代に新保守派論客ニュート・ギングリッチは、トフラーを公然と賞賛した。
トフラーが現代の転換点となるかもしれないと考えているのは宇宙空間開発による富の生産である。富は現在どこでも生み出され（グローバリゼーション）、同時にどこにも存在せず（サイバースペース）、外（宇宙空間）にあると主張する。GPSは携帯電話からATM使用まで、あらゆるデータの流れを正確な時刻で同期させる鍵となっている。それによって正確な追跡が可能となり、ジャストインタイム (JIT) の生産性が可能となる。GPSはまた航空交通管制の中心になりつつある。また、気象衛星によって天気予報の精度が上がり、農業の生産性を向上させている。
トフラーの未来予測の重要な2点である「オフィスのペーパーレス化」と「人間自身のクローン」はまだ実現していない。

## 評価
- コンサルティング会社のアクセンチュアは、最も影響力のあるビジネスリーダーとしてビル・ゲイツとピーター・ドラッカーの次にトフラーを挙げていた。
- フィナンシャル・タイムズ紙はトフラーを「世界で最も有名な未来学者」と評している。
- 人民日報は、現代中国を形成した50人の外国人の1人としてトフラーを挙げている[10]。

## 主な受賞歴
- McKinsey Foundation Book Award for Contributions to Management Literature
- 芸術文化勲章のオフィシエ
- アメリカ科学振興協会フェロー
- 国際戦略研究所フェロー[5]
- Independent Award（ブラウン大学、2006年）[11]

## 著書

### 単著
- Future Shock. Bantam Books. (1970). ISBN 0-553-27737-5
  - 『未来の衝撃（英語版） 激変する社会にどう対応するか』徳山二郎訳、実業之日本社、1970年。完訳ポケット（新装）版、1971年
  - 『未来の衝撃　現代社会の条件』徳山二郎訳、角川書店〈角川文庫〉、1976年。
  - 『未来の衝撃』徳山二郎訳、中央公論社〈中公文庫〉、1982年4月。
- The culture consumers. Random House. (1973). ISBN 0-394-71848-8
  - 『文化の消費者』岡村二郎監訳、「文化の消費者」翻訳研究会訳、勁草書房、1997年7月。ISBN 4-326-60116-7。
- The Eco-Spasm Report. Bantam Books. (1975). ISBN 0-553-14474-X
  - 『痙攣経済白書』福島正光訳、河出書房新社、1976年。
  - 『エコスパズム　発作的経済危機』福島正光訳、中央公論社〈中公文庫〉、1982年6月。
- The Third Wave. Bantam Books. (1980). ISBN 0-553-24698-4
  - 『第三の波』鈴木健次・桜井元雄訳、徳山二郎監修、日本放送出版協会、1980年10月。改訂版1985年
  - 『第三の波』徳岡孝夫監訳、中央公論社〈中公文庫〉、1982年9月。ISBN 4-12-200953-7。
- Previews & Premises. William Morrow & Co. (1983). ISBN 0-688-01910-2
  - 『大変動』徳岡孝夫訳、中央公論社、1983年9月。
- The Adaptive Corporation. Bantam Books. (1985). ISBN 0-553-25383-2
  - 『未来適応企業』徳岡孝夫訳、ダイヤモンド社、1985年3月。
  - 『未来適応企業』徳岡孝夫訳、中央公論社〈中公文庫〉、1987年8月。
- Powershift: Knowledge, Wealth and Violence at the Edge of the 21st Century. Bantam Books. (1990). ISBN 0-553-29215-3
  - 『パワーシフト　21世紀へと変容する知識と富と暴力』 （上）、徳山二郎訳、フジテレビ出版、1990年11月。ISBN 4-594-00653-1。
  - 『パワーシフト　21世紀へと変容する知識と富と暴力』 （下）、徳山二郎訳、フジテレビ出版、1990年11月。ISBN 4-594-00654-X。
    - 『パワーシフト』 改訂版（全1巻）、1991年10月。ISBN 4-594-00811-9

  - 『パワーシフト　21世紀へと変容する知識と富と暴力』 （上）、徳山二郎訳、中央公論社〈中公文庫〉、1993年6月。ISBN 4-12-202010-7。
  - 『パワーシフト　21世紀へと変容する知識と富と暴力』 （下）、徳山二郎訳、中央公論社〈中公文庫〉、1993年6月。ISBN 4-12-202011-5。

### 共著・編著
- Science Fiction at Large. Harper & Row. (1976). ISBN 0-06-013198-5
  - ピーター・ニコルズ編 編「SFと変化」『解放されたSF　SF連続講演集』浅倉久志ほか訳、東京創元社〈Key library〉、1981年1月。
- アルビン・トフラー編著『A.トフラーの未来教育』徳山二郎訳、実業之日本社、1976年。
- 『写真でみる第三の波　21世紀へのパスポート』NHK取材班と共編・写真 村井吉直、日本放送出版協会、1982年5月。ISBN 4-14-008273-9。
- War and Anti-War. Warner Books. (1995). ISBN 0-446-60259-0
  - アルビン・トフラー、ハイジ・トフラー『アルビン・トフラーの戦争と平和　21世紀、日本への警鐘』徳山二郎訳、フジテレビ出版、1993年1月。ISBN 4-594-01093-8。
- アルビン・トフラー、聞き手黒岩祐治『ジャメリカの危機　日米関係“再編”最後のシナリオ』フジテレビ出版、1994年8月。ISBN 4-594-01518-2。
- Creating a New Civilization. Turner Pub. (1995). ISBN 1-57036-224-6
  - アルビン・トフラー、ハイジ・トフラー『第三の波の政治　新しい文明をめざして』徳山二郎訳、中央公論社、1995年7月。ISBN 4-12-002464-4。
- Revolutionary Wealth. Knopf. (2006). ISBN 0-375-40174-1
  - アルビン・トフラー、ハイジ・トフラー『富の未来』 （上）、山岡洋一訳、講談社、2006年6月。ISBN 4-06-213452-7。
  - アルビン・トフラー、ハイジ・トフラー『富の未来』 （下）、山岡洋一訳、講談社、2006年6月。ISBN 4-06-213453-5。
- アルビン・トフラー、田中直毅『アルビン・トフラー 「生産消費者」の時代』日本放送出版協会〈NHK未来への提言〉、2007年7月。ISBN 978-4-14-081218-1。

### マンガ
- アルビン・トフラー原作『第三の波』 1巻、小沢さとる翻案・作画、中央公論社〈中公コミックス〉、1986年10月。ISBN 4-12-001533-5。
- アルビン・トフラー原作『第三の波』 2巻、小沢さとる翻案・作画、中央公論社〈中公コミックス〉、1987年1月。ISBN 4-12-001535-1。
- アルビン・トフラー原作『第三の波』 3巻、小沢さとる・七瀬カイ翻案・作画、中央公論社〈中公コミックス〉、1989年4月。ISBN 4-12-001783-4。

## 関連書籍
- 『衝撃波を乗り切れ』The Shockwave Rider (1975年) は、ジョン・ブラナーが『未来の衝撃』にインスパイアされて書いたSF小説である。
  - ジョン・ブラナー『衝撃波を乗り切れ』安田均訳、集英社〈World SF〉、1983年7月。ISBN 4-08-773051-4。